# 莱巴尔特
莱巴尔特（法語：Les Barthes，法語發音：[le baʁt]）是法国奥克西塔尼大区塔恩-加龙省的一个市镇，属于卡斯泰尔萨拉桑区。

## 地理
莱巴尔特（44°5'48"N, 1°10'12"E）面积8.2 平方千米，位于法国奧克西塔尼大區塔恩-加龙省，该省份为法国西南部内陆省份，北起顺时针与洛特省、阿韦龙省、塔恩省、上加龙省、热尔省和洛特-加龙省接壤。
与莱巴尔特接壤的市镇（或旧市镇、城区）包括：卡斯泰尔萨拉桑、唐普勒堡、利扎克、穆瓦萨克。

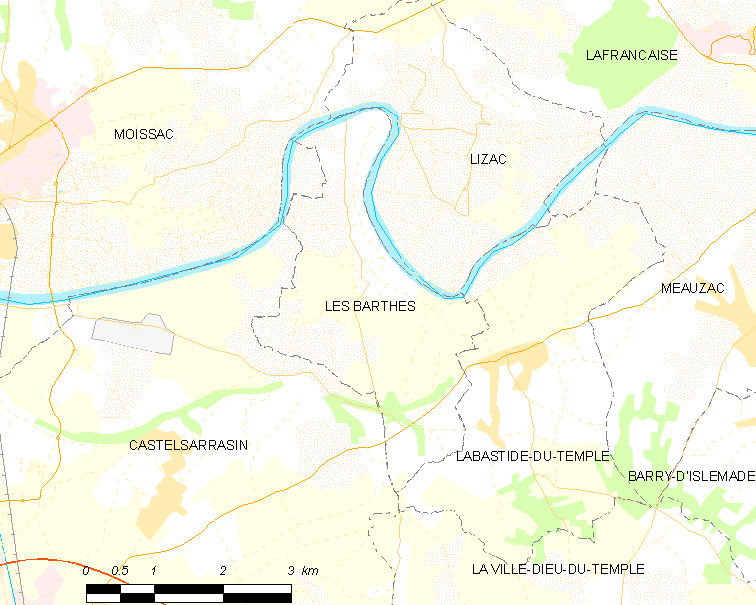
莱巴尔特的OSM定位图

莱巴尔特的时区为UTC+01:00、UTC+02:00（夏令时）。

## 行政
莱巴尔特的邮政编码为82100，INSEE市镇编码为82012。

## 政治
莱巴尔特所属的省级选区为卡斯泰尔萨拉桑县。

## 人口

1962-2008年间莱巴尔特人口变化图示

莱巴尔特于2022年1月1日时的人口数量为586人。